# Південний Камерун
Південний Камерун — південна частина колишньої британської мандатної території в Камеруні. З 1961 року територія Південного Камеруну, згідно конституції Камеруну, входить до його складу як Південний регіон. З 1994 року фактично більша частина території контролюється угрупуваннями, які виступають за незалежність так званої Амбазонії від Камеруну. 31 серпня 2006 року Амбазонія проголосила незалежність від Камеруну.

## Історія

### Мандат Ліги Націй
За Версальським договором, німецькі території в Камеруні були розділені 28 червня 1919 року, між французьким і британським мандатом Ліги Націй. Французький мандат був відомий як Камерун. Британський мандат складався з двох географічно відокремлених територій, Північного Камеруну і Південного Камеруну. Була утворена територія Південного Камеруну з штаб-квартирою в місті Буеа. Застосовуючи принцип непрямого правління, англійці дозволили рідній владі управляти населенням відповідно до їх власних традицій. Вони також збирали податки, які потім були виплачені англійцям. Британці присвятили себе торгівлі, і використовували економічні ресурси території. 27 березня 1940 року була створена «Молодіжна ліга Камеруну», щоб протистояти англійцям і досягнути незалежність.

### Підопічна територія ООН
У 1946 році Ліга Націй припинила своє існування і більшість мандатних територій були перекваліфіковані в Підопічні території ООН. Південний Камерун був розділений в 1949 році на дві провінції: Баменда (із столицею у Баменде) і Південний Камерун (із столицею у Буеа). 11 лютого 1961 року ООН організувала референдум, на якому у тих, що голосували були 2 варіанти: або союзу з Нігерією, або з Камеруном. Третій варіант, незалежності, запропонував представник Великої Британії при ООН, сер Ендрю Коен, але його пропозицію відкинули. За результатами референдуму було вирішено закріпити Північний Камерун за Нігерією, а Південний Камерун за Камеруном.

### Рух за незалежність

Прапор Амбазонії

Після приєднання до Камеруну, Південний Камерун, основною мовою спілкування якого була англійська, не довіряв франкомовному уряду Камеруну. У 1994 році, уряд Південного Камеруну ухвалив рішення відновити незалежність території. У 1995 році був проведений референдум, на якому 99 % виборців проголосували за незалежність від Камеруну.